# 嵯峨山茂樹
嵯峨山 茂樹（さがやま しげき、1948年5月12日 - ）は、日本の工学者。東京大学名誉教授。明治大学総合数理学部先端メディアサイエンス学科教授。博士（工学）（東京大学・1998年）。専門は音楽信号処理、音楽情報処理、音響信号処理、音声認識、音声分析、音声合成、音声対話システム、音声対話擬人化エージェント、手書き文字認識、画像処理。兵庫県出身。

## 略歴
- 1948年 兵庫県朝来郡に生まれる
- 1967年 兵庫県立神戸高等学校卒[1]
- 1972年 東京大学工学部計数工学科 (計測工学専修コース)卒
- 1974年 東京大学大学院工学系研究科計数工学専攻修士課程修了
- 1974年 日本電信電話公社（現・日本電信電話）武蔵野電気通信研究所入所[2]
- 1990年 ATR自動翻訳電話研究所音声情報処理研究室長
- 1993年 NTTヒューマンインターフェース研究所主幹研究員
- 1998年 北陸先端科学技術大学院大学情報科学研究科教授
- 1998年 学位論文「複合正弦波モデルに基づく音声分析アルゴリズムに関する研究」により東京大学より博士（工学）を取得。
- 2000年 東京大学大学院工学系研究科教授
- 2001年 東京大学大学院情報理工学系研究科教授
- 2013年 東京大学定年退職
- 2013年 国立情報学研究所情報学プリンシプル研究系特任教授
- 2014年 明治大学総合数理学部先端メディアサイエンス学科教授
- 2019年 電気通信大学大学院情報理工学研究科客員研究員

## 業績
専門は音楽信号処理、音楽情報処理、音響信号処理、音声認識、音声分析、音声合成、音声対話システム、音声対話擬人化エージェント、手書き文字認識、画像処理。電電公社、ATR、NTTにて音声認識・合成・対話の研究開発に長年にわたり従事し、ラグ窓法、複合正弦波音声合成法、デルタ特徴量、音素環境クラスタリング、話者適応法など、音声情報処理における現在の技術の源流となる数々のアイディアを提唱。北陸先端科学技術大学院大学教授に着任後は、「音声対話擬人化エージェントツールキット」や「視覚障害者のための文字コミュニケーション」と冠したプロジェクトを遂行、音声情報処理研究で培った数理的な方法論をベースにした音楽情報処理研究の新分野を開拓。「Orpheus: 歌詞入力による自動作曲システム」はwebシステムとして公開され、メディアでも取り上げられ、最近のアクセスだけでも200万件に近づいている。
社団法人発明協会発明賞、科学技術庁長官賞をはじめ、多くの学術賞や論文賞を受賞。電子情報通信学会フェロー。IEEE Signal Processing SocietyではTechnical Committeeメンバーを3期、およびJapan Chapter Chairを歴任。

## 人物
幼少期、同じく尼崎市出身の江夏豊と交友があった。江夏もそのことを覚えており自伝に「嵯峨山くん」と記している。